# Лаосці
Лао́сці або ла́о (лаос. ລາວ, тай. ลาว) — тайський народ в Лаосі та на північному сході Таїланду (регіон Ісан). Становлять основне населення Лаосу. В Таїланді місцеві лао часто зараховуються до складу тайців.
Лаосці в Таїланді зазвичай не називають себе «лао», зважаючи на політичні чинники, вони надають перевагу регіональному терміну «ісан» або ж зголошуються тайцями.
Живуть також у В'єтнамі, Китаї, Камбоджі, М'янмі, Франції, США та інших країнах.

## Чисельність
У Лаосі за даними перепису населення 2005 року проживало 3 067 005 лаосців, вони становили 54,6 % населення країни.
У Таїланді 2005 року на північному сході країни проживало 13 500 000 ісанів, які за походженням є частиною лаоського етносу. Багато ісанів проживає також у центральному Таїланді, зокрема в Бангкоці. Власне лаосців, за даними перепису 2010 року, в Таїланді нараховувалось 60 199 осіб.
Чисельність лао у В'єтнамі за даними перепису 2009 року становила 14 928 осіб. 18,5 тис. лаосців проживало 2009 року в Камбоджі (UNSD).

## Мова
В Лаосі говорять лаоською мовою, в Таїланді — переважно близькою до неї ісанською мовою.
Лаоська мова в Лаосі використовує власне лаоське письмо, відоме з XIV ст. Літературна мова базується на в'єнтьянському діалекті. Існували два її різновиди: священне письмо (туа-тхам) для запису релігійних текстів та світський (туа-лао).
У Таїланді також користуються лаоським письмом, але частіше вживається тайська абетка.

## Релігія
Основна релігія лаосців — буддизм (тхеравада). Частина зберігає традиційні вірування (культи предків, духів-охоронців села та ін); є християни.

## Історія

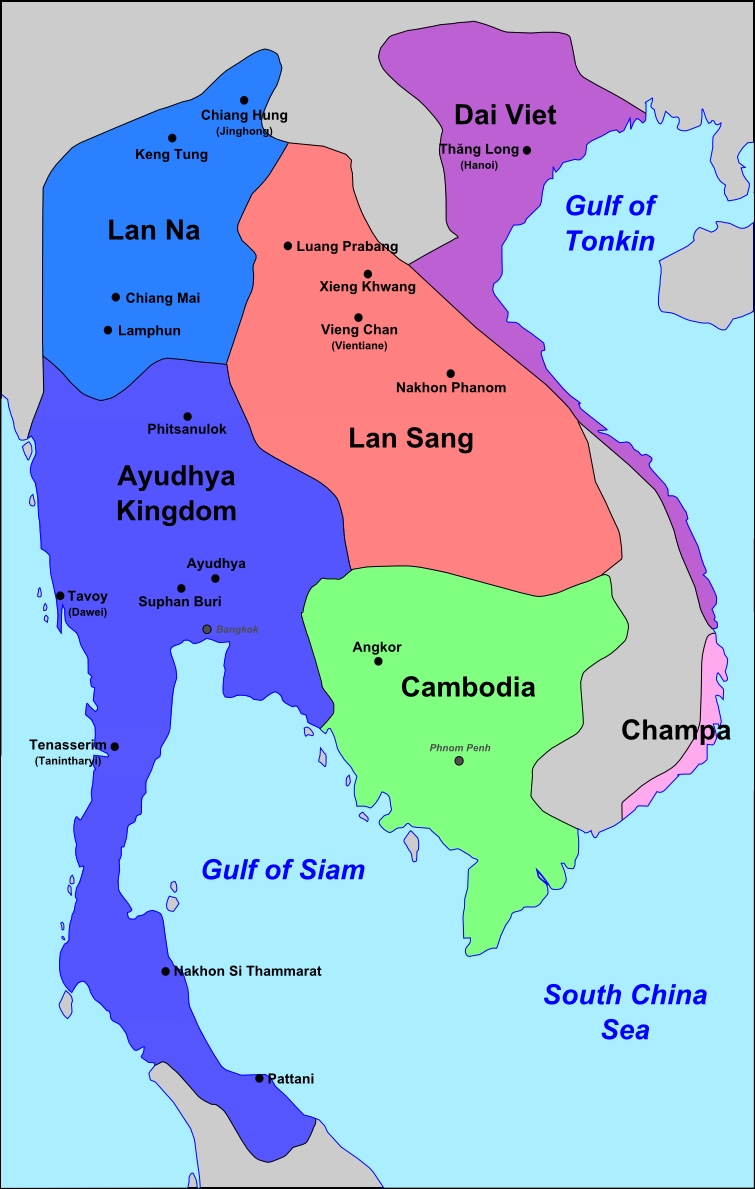
Держави Індокитаю бл. 1540 р. (територія Лансангу позначена червоним кольором)

Предки лаосців прийшли на територію Індокитаю з південних районів Східної Азії на рубежі н. е., а на територію сучасного проживання — в VI—XIII століттях.
До XIV ст. перебували в залежності від кхмерської імперії Ангкор, тоді утворили власну державу Лансанг (1354—1707). На початку XVIII ст. Лансанг розпався на 3 окремих королівства: Луангпрабанг, В'єнтьян і Тямпасак. Усі вони перебували в залежності від Сіаму. Французька колонізація Індокитаю в XIX ст. поділила лаоські землі між Сіамом (сучасний Таїланд) та Францією. На французькій частині з 1949 року існує незалежна держава Лаос, більша ж частина етнічної території народу лишається в складі Таїланду.
Влада Таїланду проводить політику інтеграції місцевих лаосців, як і інших національних меншин країни, до складу єдиної тайської нації.

## Культура
Основні заняття — землеробство (вирощують, рис, кукурудзу тощо), тваринництво, рибальство, мисливство, ремесла (прядіння, шовкоткацтво). Провідною галуззю господарства є орне заливне рисівництво. Деякі групи спеціалізуються на розведенні тяглової худоби. Тримають також свиней, домашню птицю.
Лаоські села традиційно розташовані біля річок, мають лінійне планування. Хати дерев'яні, каркасні, стоять на палях. У центрі села знаходиться храмовий комплекс (ват).
Жіночий одяг — розстібна спідниця з широкою вишитою смужкою знизу та розстібна кофта. Чоловіки носять сампот — шматок тканини, обгорнутий навколо талії.
Основна їжа — рис, риба, овочі, м'ясо.
Розвинені музичне, художнє й прикладне мистецтво, серед яких різьблення по дереву, фресковий живопис, культова скульптура, ювелірне ремесло, храмова архітектура.
Головне свято — Новий рік. Воно відбувається навесні й супроводжується карнавалами, танцями, гуляннями, обливанням водою.